# Josef Martínez
Josef Alexander Martínez Mencia (* 19. května 1993 Valencia) je venezuelský profesionální fotbalista, který hraje na pozici útočníka za americký klub Inter Miami CF a za venezuelský národní tým.

## Klubová kariéra

### Caracas FC
Martínez debutoval za Caracas FC 21. srpna 2010 proti Estudiantes de Mérida. První gól vstřelil proti Deportivu Petare 21. listopadu 2010, utkání skončilo 2:2.

### BSC Young Boys
Dne 3. ledna 2012 Caracas oznámil prodej Martíneze do švýcarského Young Boys. Debutoval 5. února proti Servette, YB vyhráli 3:1. Po dobrých výkonech byl Martínez povolán do reprezentace.

#### FC Thun (hostování)
Po roce v Bernu byl Martínez poslán na hostování do Thunu. V 18 zápasech vstřelil 8 gólů, což z něj dělalo nejlepšího střelce ligy a Young Boys ho z hostování stáhli.

### Turín FC
V červnu 2014 byl Martínez prodán do Turína za 3 miliony eur. Za Turín debutoval ve 3. předkole Evropské ligy proti švédské Brommapojkarně. První gól vstřelil v odvetném zápase, který Turín vyhrál 4:0. V Serii A debutoval 14. září proti Sampdorii. První gól v italské první lize vstřelil 7. prosince Palermu. O pět dní později sestřelil dvěma góly v Evropské lize dánský klub FC Kodaň.

#### Atlanta United FC (hostování)
V únoru 2017 byl Martínez poslán na hostování do nového týmu Major League Soccer, do Atlanty. Debut v MLS odehrál 5. března proti New Yorku Red Bulls. Svůj první kariérní hattrick, který byl i prvním hattrickem historie Atlanty, vstřelil o týden později Minnesotě.

### Atlanta United FC
Dne 21. března 2017 Atlanta oznámila, že aktivovala Martínezovu výkupní klauzuli. Martínez byl jmenován hráčem měsíce března, ve 3 utkáních vstřelil 5 gólů. O dva dny později si v kvalifikaci na MS proti Peru si poranil levý kvadriceps. Vrátil se po dvou měsících, ale vzápětí se opět zranil. Po návratu po zranění vstřelil hattricky ve dvou po sobě jdoucích utkáních proti New England Revolution a Orlandu a byl jmenován hráčem měsíce září. Atlanta skončila na děleném třetím místě, ale byla vyřazena v prvním kole playoff Columbusem. I přes to, že Martínez odehrál pouze 20 zápasů, s 20 góly byl čtvrtým nejlepším střelcem ligy a byl jmenován do nejlepší jedenáctky ligy. V červnu 2018 zaznamenal proti Philadelphii pátý hattrick v MLS, čímž vyrovnal ligový rekord, mety dosáhl ale nejrychleji ze všech, stačilo mu pouze 44 zápasů.